# ラスパイユ駅
ラスパイユ駅（仏 : Raspail）は、フランスのパリメトロ4号線、6号線の駅である。1909年に開業した。
駅名は19世紀のフランスの化学者、政治家のフランソワ・ヴァンサン・ラスパイユに由来している。

## 駅周辺
- カルティエ現代美術財団
- モンパルナス墓地

## 隣の駅
パリメトロ
 4号線:
ヴァヴァン駅 (Vavin) - ラスパイユ駅 - ダンフェール＝ロシュロー駅 (Denfert-Rochereau)
 6号線
エドガー・キネ駅 (Edgar Quinet) - ラスパイユ駅 - ダンフェール＝ロシュロー駅(Denfert-Rochereau)

## 位置情報
北緯48度50分20.26秒 東経2度19分49.01秒 / 北緯48.8389611度 東経2.3302806度